# Пам'ятки історії Великописарівського району
У Великописарівському районі Сумської області на обліку перебуває 58 пам'яток історії.
| №  | Назва | Охоронний номер | Місце                                                                   |
| -- | --- | --------------- | ----------------------------------------------------------------------- |
| 1  | Братська могила борців за встановлення радянської влади | 228             | с-ще Велика Писарівка, вул. Ярослава Мудрого                            |
| 2  | Братська могила радянських воїнів та пам'ятник воїнам-землякам                                                                                                | 225             | с-ще Велика Писарівка, вул. Вишнева                                     |
| 3  | Братська могила радянських воїнів | 226             | с-ще Велика Писарівка, кладовище, вул. Сумська                          |
| 4  | Братська могила радянських воїнів | 227             | с-ще Велика Писарівка, кладовище вул. Кантемирівська                    |
| 5  | Братська могила жертв фашизму | 1420            | с-ще Велика Писарівка, кладовище вул. Кантемирівська                    |
| 6  | Могила Атєєва Ю. Є. — радянського воїна | 1421            | с-ще Велика Писарівка, кладовище, вул. Кантемирівська                   |
| 7  | Могила Кожушка Г. С. — народного кобзаря | 1882            | с-ще Велика Писарівка, кладовище, вул. Сумська                          |
| 8  | Братська могила радянських воїнів, серед яких похований Астраханцев С. В. — Герой Радянського Союзу                                                           | 230             | с. Братениця, Дмитрівська сільрада, кладовище                           |
| 9  | Братська могила радянських льотчиків | 1427            | с. Братениця, Дмитрівська сільрада, кладовище                           |
| 10 | Братська могила радянських воїнів | 229             | с. Братениця, Дмитрівська сільрада, центр                               |
| 11 | Братська могила радянських воїнів | 1909            | с. Веселе, Яблучненська сільрада, центр                                 |
| 12 | Братська могила радянських воїнів | 232             | с. Веселе, Яблучненська сільрада, кладовище                             |
| 13 | Братська могила радянських воїнів та пам'ятник воїнам-землякам                                                                                                | 233             | с. Вищевеселе, центр сільради, центр села                               |
| 14 | Могила Єременка М. І., який загинув у Афганістані |                 | с. Вищевеселе, центр сільради, кладовище                                |
| 15 | Братська могила радянських воїнів | 231             | с. Вільне, центр сільради, центр села                                   |
| 16 | Братська могила жертв класової боротьби | 234             | с. Вільне, центр сільради, кладовище                                    |
| 17 | Братська могила радянських воїнів та пам'ятник воїнам-землякам                                                                                                | 236             | с. Дмитрівка, центр сільради, сквер біля контори КСП                    |
| 18 | Братська могила радянських воїнів та пам'ятник воїнам-землякам                                                                                                | 235             | с. Добрянське, центр сільради, центр села                               |
| 19 | Група братських могил радянських воїнів | 237             | с. Іванівка, центр сільради, центр села                                 |
| 20 | Група братських могил радянських воїнів | 238             | с. Іванівка, центр сільради, кладовище                                  |
| 21 | Могила Зайцева О. В., який загинув у Афганістані |                 | с. Іванівка, центр сільради, кладовище                                  |
| 22 | Могила Воробйова І. Ф. — першого голови колгоспу | 271             | с. Їздецьке, Вільненська сільрада, кладовище                            |
| 23 | Братська могила радянських воїнів та пам'ятник воїнам-землякам                                                                                                | 241             | с. Катанське, центр сільради, центр села                                |
| 24 | Група братських(2) могил радянських воїнів, серед яких похований Левченко В. Г. — Герой Радянського Союзу та пам'ятник воїнам-землякам                        | 242             | с. Катеринівка Рябинівська сільрада, кладовище                          |
| 25 | Братська могила червоноармійців, учасників громадянської війни                                                                                                | 1366            | с-ще Кириківка, біля залізничної колії Суми — Харків, навпроти стадіону |
| 26 | Братська могила радянських воїнів | 239             | с-ще Кириківка, центр                                                   |
| 27 | Братська могила радянських воїнів | 240             | с-ще Кириківка, територія цукрокомбінату                                |
| 28 | Могила Чечеткіна Л. — радянського воїна | 1884            | с-ще Кириківка, селищне кладовище                                       |
| 29 | Головний виробничий корпус цукрового заводу |                 | с-ще Кириківка, центр селищної ради                                     |
| 30 | Братська могила радянських воїнів і партизанів та пам'ятник воїнам-землякам                                                                                   | 243             | с. Крамчанка, Солдатська сільрада, центр                                |
| 31 | Братська могила радянських воїнів | 244             | с. Лугівка, Попівська сільрада, кладовище                               |
| 32 | Братська могила радянських воїнів та партизанів | 245             | с. Лукашівка, Дмитрівська сільрада, кладовище                           |
| 33 | Братська та індивідуальна могили радянських воїнів | 247             | с. Майське, Яблучненська сільрада, центр села                           |
| 34 | Могила Щербака К. С., який загинув у Афганістані |                 | с. Маракучка, Кириківська селищна рада, кладовище                       |
| 35 | Братська могила радянських воїнів | 1348            | с. Мирне, Вищевеселівська сільрада, сквер                               |
| 36 | Братська могила радянських воїнів та партизанів | 248             | с. Олександрівка, Дмитрівська сільрада, кладовище                       |
| 37 | Братська могила радянських воїнів та партизанів, пам'ятник воїнам-землякам та пам'ятний знак на честь Митрофанова Ф. В. — Героя Радянського Союзу             | 250             | с. Пожня, центр сільради, центр села                                    |
| 38 | Братська могила радянських воїнів та партизанів | 249             | с. Попівка, центр сільради, кладовище                                   |
| 39 | Братська могила радянських воїнів та пам'ятник воїнам-землякам                                                                                                | 254             | с. Розсоші, центр сільради, центр села                                  |
| 40 | Братська могила радянських воїнів і партизанів та пам'ятник воїнам-землякам                                                                                   | 255             | с. Розсоші, центр сільради, центр села                                  |
| 41 | Братська могила радянських воїнів та пам'ятник воїнам-землякам                                                                                                | 256             | с. Рябіна, центр сільради, центр села                                   |
| 42 | Братська могила радянських воїнів та пам'ятник воїнам-землякам                                                                                                | 251             | с. Рябіна, центр сільради, центр села                                   |
| 43 | Братська могила радянських воїнів | 253             | с. Рябіна, центр сільради, біля дитячого садка                          |
| 44 | Братська могила радянських воїнів | 252             | с. Рябіна, центр сільради, кладовище                                    |
| 45 | Братська могила радянських воїнів та пам'ятник воїнам-землякам                                                                                                | 258             | с. Солдатське, центр сільради, кладовище                                |
| 46 | Могила Гендиної М. В. — комсомолки-партизанки | 273             | с. Солдатське, центр сільради, кладовище                                |
| 47 | Могила Тютюн К. П. — комсомолки-партизанки | 1433            | с. Солдатське, центр сільради, кладовище                                |
| 48 | Братська могила радянських воїнів | 259             | с. Спірне, Ямненська сільрада, центр села                               |
| 49 | Братська могила радянських воїнів та підпільників | 257             | с. Стрілецька Пушкарка, Попівська сільрада, центр                       |
| 50 | Група (3) одиночних могил: Лапіна С. М. — комісара Червоної армії, Дашутіна С. С. — партизана і Гатіна Б. А. — радянського воїна та пам'ятник воїнам-землякам | 262             | с. Тарасівка, центр сільради, біля школи                                |
| 51 | Могила Монастирьова В. Г., який загинув в Афганістані |                 | с. Тарасівка, центр сільради, кладовище                                 |
| 52 | Братська могила радянських воїнів | 263             | с. Шевченкове, Дмитрівська сільрада, центр                              |
| 53 | Група братських могил радянських воїнів | 266             | с. Яблучне, центр сільради, вул. Чапаєва                                |
| 54 | Група братських могил радянських воїнів | 265             | с. Яблучне, центр сільради, кладовище                                   |
| 55 | Група братських могил радянських воїнів | 264             | с. Яблучне, центр сільради, кладовище                                   |
| 56 | Братська могила радянських воїнів | 268             | с. Яблучне, центр сільради, околиця села, по дорозі до с. Майське       |
| 57 | Братська могила радянських воїнів та пам'ятник воїнам-землякам                                                                                                | 267             | с. Ямне, центр сільради, центр, села                                    |
| 58 | Братська могила радянських воїнів | 269             | с. Ямне, центр сільради, центр села                                     |
|    | |                 |                                                                         |